# امارت دبی
دبی (به عربی: إمارة دبي) یکی از امیرنشین‌های کشور امارات متحده عربی که پایتخت آن شهر دبی است.
مساحت این شیخ‌نشین ۴٬۱۱۴ کیلومتر مربع است.
آب شرب این کشور بسیار کم می باشد و آب شرب امارات از فرانسه وارد میشود 
بیشتر جمعیت این کشور مهاجران تشکیل میدهند بیشترین آمار مهاجرت از کشور های: چین_نپال_بنگلادش_ایران_پاکستان_افغانستان است 
امارات از نظر اقتصادی بسیار قوی می باشد و مردم آن در رفاه و آسایش کامل هستند

## جمعیت شناسی

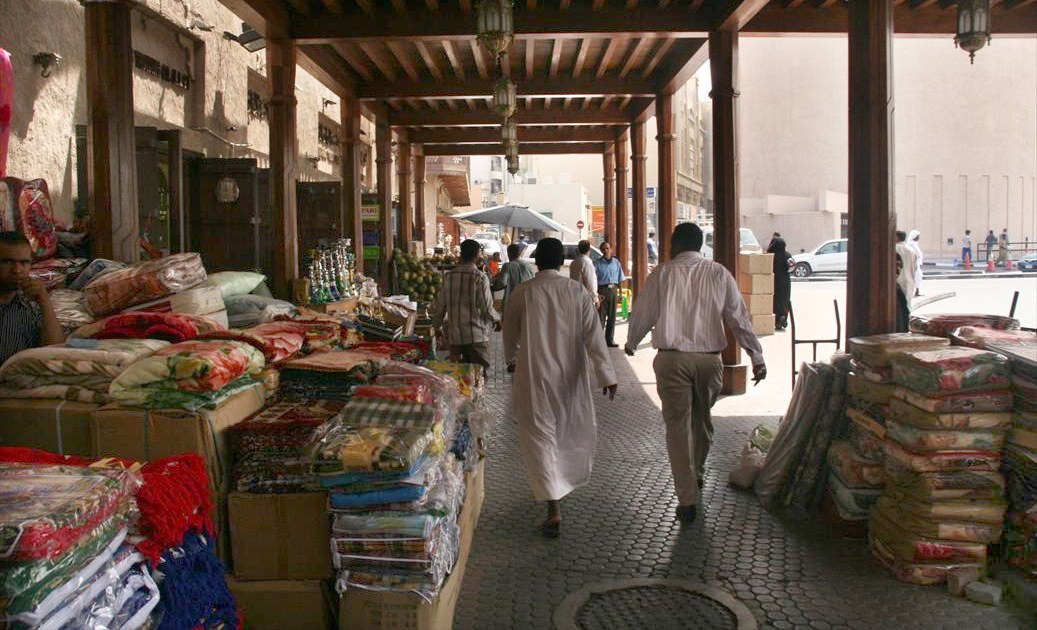
دبی 2007